# 1759
1759 (MDCCLIX) var ett normalår som började en måndag i den gregorianska kalendern och ett normalår som började en fredag i den julianska kalendern.

## Händelser

### Januari
- 15 januari – British Museum öppnar för allmänheten.

### Maj
- Maj – Peter Forsskål ansöker om att få disputera på sin doktorsavhandling De libertate civili (Tankar om den borgerliga friheten), men hindras. Anledningen är, att avhandlingen innehåller för tiden väl liberala tankar om tryckfrihet. Dessutom reagerar den akademiska världen på, att han också lägger fram den på svenska.

### Juli
- 19 juli – Kvarteren runt Södermalmstorg i Stockholm brinner ner.[1]

### September
- 10 september – Svenska flottan besegrar den preussiska i sjöslaget vid Frisches Haff.
- 11 september – En stor brand ödelägger delar av Skövde stad.
- 13 september – Staden Québec stormas och intas av brittiska trupper, vilket medför att Kanada kommer under brittiskt välde.

### Oktober
- 16 oktober – Smeaton's Tower, John Smeatons fyr Eddystone Lighthouse vid Sydvästenglands kust, tänds för första gången.[2]

### November
- 23 november – Peter Forsskål trotsar myndigheterna och låter ge ut sin avhandling. Den är en av orsakerna till att Sverige 1766 får världens första tryckfrihetsförordning.

### Okänt datum
- En finskspråkig översättning av 1734 års lag i Sverige ges ut. Även de svenska sedlarna får text på svenska.
- Pehr Wilhelm Wargentin förbättrar tavlor över Jupiters månar.
- Daniel af Thunberg får den ledande rollen i dockarbetet i Karlskrona, vilket han hänger sig åt till sin död.
- Jesuiterna utvisas ur Portugal och dess besittningar.

## Födda
- 1 mars – Karl Pontus Gahn, svensk militär.
- 2 mars – Johann Christian Friedrich Haeffner, svensk hovkapellmästare och grundare av studentsången.
- 20 mars – Francis Malbone, amerikansk politiker, senator 1809.
- 22 mars – Hedvig Elisabet Charlotta av Holstein-Gottorp, drottning av Sverige 1809–1818 och av Norge 1814–1818, gift med Karl XIII.
- 23 mars – Anders Ljungstedt, svensk affärsman och historiker.
- 4 april – Israel Smith, amerikansk politiker.
- 27 april – Mary Wollstonecraft, brittisk feminist, författare och filosof.
- 15 maj – Maria Theresia von Paradis, musiker och kompositör.
- 24 maj – Wilhelm Friedrich Ernst Bach, tysk kompositör.
- 28 maj – William Pitt d.y., brittisk statsman och premiärminister.
- 25 juni – William Plumer, amerikansk politiker och predikant.
- 24 juli – Viktor Emanuel I.
- 26 september – Ludwig Yorck von Wartenburg, preussisk general.
- 25 oktober – Maria Feodorovna, rysk kejsarinna.
- 26 oktober – Georges Jacques Danton, fransk revolutionspolitiker.
- 5 november – Simon Snyder, amerikansk politiker.
- 11 november – Friedrich von Schiller, tysk författare.
- 12 november – Maria Petraccini, italiensk anatomiker.

## Avlidna

### Första kvartalet

#### Januari
- 5 januari – Johan Christoffer von Düring, 63, svensk greve, militär och politiker.
- 9 januari – Hans Henrik Fock, 59, svensk militär.
- 12 januari – Anna av Storbritannien, 49, nederländsk regent.
- 13 januari
  - José de Mascarenhas da Silva e Lencastre, hertig av Aveiro, 50, portugisisk adelsman, avrättad.
  - Leonor de Távora, 58, portugisisk adelskvinna, avrättad.
- 18 januari – Johanna Maria van Riebeeck, 79, nederländsk brevskrivare.
- 30 januari – Ludvig Fahlström, 72, svensk friherre och militär.

#### Februari
- 4 februari – Carl Johan Lohman, 64, svensk poet och präst.
- 5 februari – Olof Leijonstedt, 67, svensk greve och ämbetsman.
- 8 februari – Benjamin Lay, 77, brittisk kväkare, grundare av abolitioniströrelsen i Brittiska Nordamerika.
- 9 februari – Louise Henriette av Bourbon, 32, fransk prinsessa.
- 11 februari – Jacob Danckwardt-Lillieström, 65, svensk militär och adelsman.
- 27 februari – Jacob Theodor Klein, 73, tysk biolog.

#### Mars
- 21 mars – Olaus Abrahami Burman, 49, svensk poet och präst.
- 26 mars – Samuel Vilhelm Geete, 26, svensk militär och tecknare.
- 27 mars – August Johann Rösel von Rosenhof, 53, tysk målare och naturforskare.

### Andra kvartalet

#### April

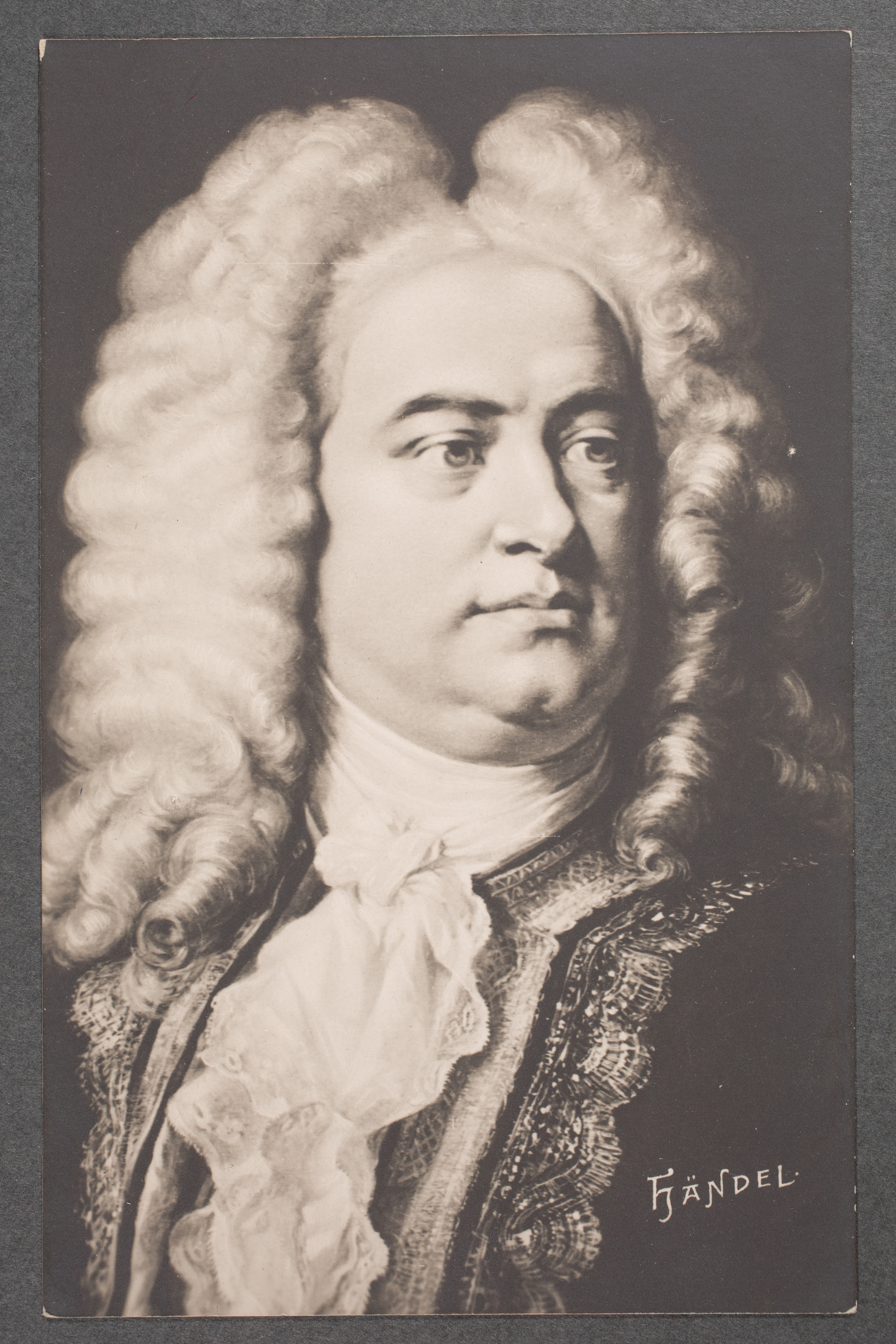
Barockkompositören Georg Friedrich Händel avled den 14 april, 74 år gammal.

- Barockkompositören Georg Friedrich Händel avled den 14 april, 74 år gammal.14 april – Georg Friedrich Händel, 74, tysk-brittisk kompositör.
- 20 april – Thomas Coke, 1:e earl av Leicester, 61, brittisk godsägare och mecenat.
- 27 april – Frederik Boye, 43, dansk präst och psalmförfattare.

#### Maj
- 21 maj – Jakob Åkerhielm, 58, svensk advokat.

#### Juni
- 12 juni – William Collins, 37, brittisk poet.

### Tredje kvartalet

#### Juli
- 5 juli – Magnus Lagerström, 67, svensk översättare och direktör vid Ostindiska kompaniet.
- 24 juli – Antoine Gaubil, 70, fransk missionär och sinolog.
- 27 juli – Pierre de Maupertuis, 61, fransk astronom och geodet.
- 28 juli – Erik Tolstadius, 66, svensk förgrundsfigur för pietismen.
- 29 juli – Kata Bethlen, 58, ungersk författare.

#### Augusti
- 8 augusti – Carl Heinrich Graun, 45, tysk kompositör.
- 10 augusti
  - Ferdinand VI, 45, kung av Spanien sedan 1746.
  - Henrik Teofilus Scheffer, 48, svensk kemist.
- 23 augusti – Thomas Cunninghame, 68, svensk militär.
- 24 augusti – Ewald Christian von Kleist, 44, tysk militär och poet.
- 25 augusti – Fredrik Gyllenborg, 61, svensk greve och politiker.

#### September
- 3 september – Petter Pihl, 54, svensk jurist och politiker.
- 5 september – Laurids de Thurah, 53, dansk arkitekt och författare.
- 12 september – Karl Anton August av Holstein-Beck, 32, tysk prins.
- 13 september – James Wolfe, 32, brittisk militär.
- 14 september – Louis-Joseph de Montcalm, 47, fransk militär, överbefälhavare av kolonialarmén i Nordamerika.
- 16 september – Nicolas Antoine Boulanger, 36, fransk filosof.
- 25 september – Jørgen Tyge Holm, 33, dansk botaniker.

### Fjärde kvartalet

#### Oktober
- 27 oktober – Konstancja Czartoryska, 63, polsk adelskvinna.

#### November
- 19 november – Peder Hansson Paus, 68, norsk jurist.
- 20 november – Carl Johan Mörner, 69, svensk friherre och militär.
- 29 november
  - Alamgir II, 60, indisk stormogul sedan 1754.
  - Nicolaus I Bernoulli, 72, schweizisk matematiker.

#### December
- 6 december – Louise-Élisabeth, 32, fransk prinsessa.
- 19 december – Gustaf Hyphoff, 35, svensk guldsmed, akademigravör och kopparstickare, avrättad.
- 20 december – Andrew Buchanan, 68, brittisk köpman.

### Fotnoter
1. ↑  ”Värmlands brandhistoriska klubb”. Arkiverad från originalet den 12 oktober 2011. https://www.webcitation.org/62NB7kO36?url=http://www.brandhistoriska.org/olyckor_se.html. Läst 25 mars 2011.
2. ↑  ”Eddystone Lighthouse”. Trinity House. Arkiverad från originalet den 9 september 2006. https://web.archive.org/web/20060909043743/http://www.trinityhouse.co.uk/interactive/gallery/eddystone.html. Läst 6 september 2006.